# 碱石灰

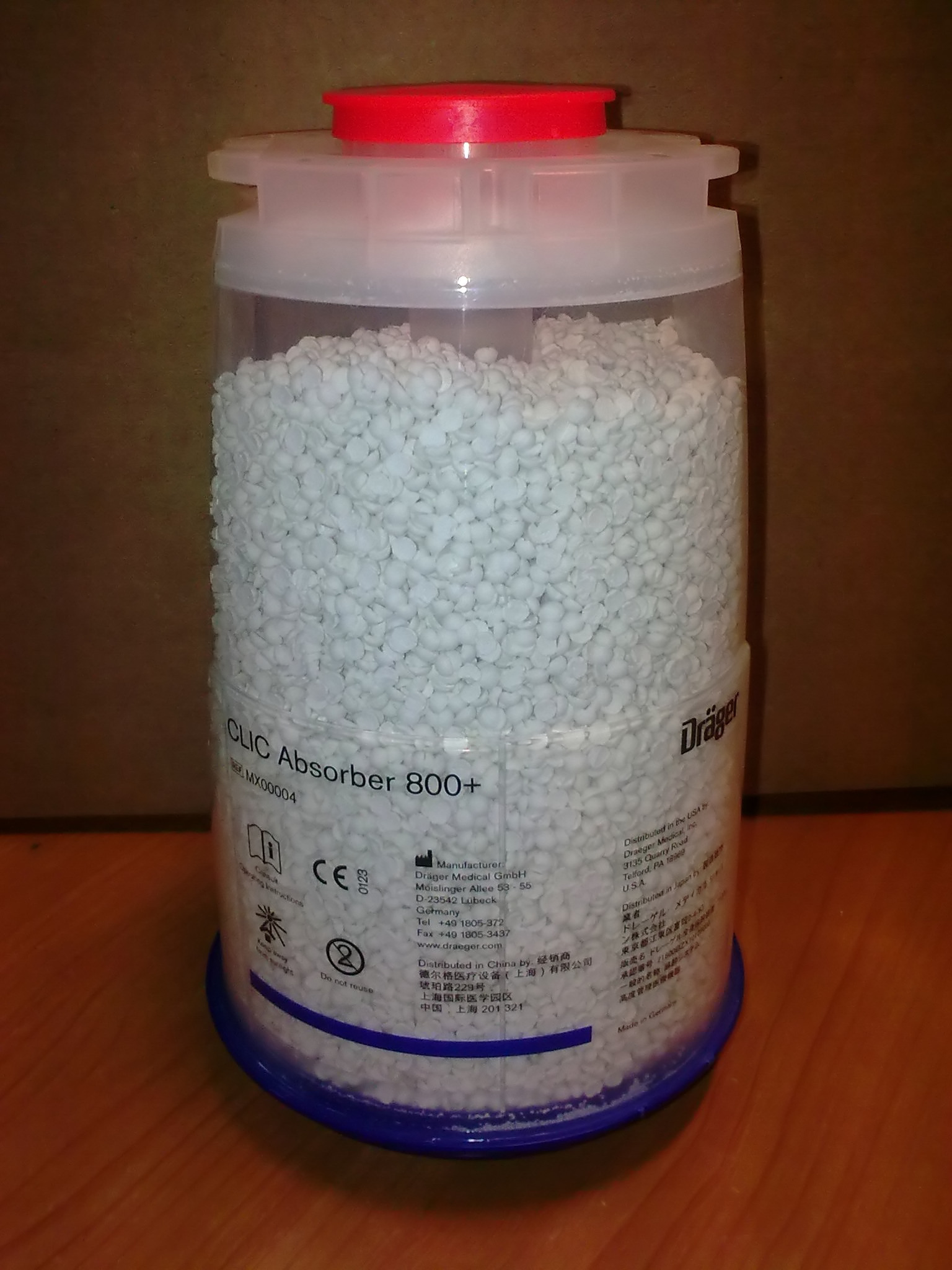
Drägersorb® Soda Lime

碱石灰（又称钠石灰）是一种化学混合物，白色或米黄色粉末，用于在全身麻醉、潜艇、换气器和加压舱等封闭呼吸环境中，消除呼吸气体中的二氧化碳，以防止二氧化碳潴留和二氧化碳中毒。
碱石灰可通过熟石灰在浓氢氧化钠溶液中反应制得。

## 化学成分
碱石灰的主要成分：
- 氢氧化钙，Ca(OH)2 94%
- 氢氧化钠，NaOH 5%
- 其他添加物 <1%，例如：
  - 添加氢氧化钾催化吸收效率
  - 添加二氧化硅增加颗粒的硬度
  - 添加指示剂指示吸收能力

## 麻醉用途
在实施全身麻醉时，病人呼出的含二氧化碳的气体会经由装有碱石灰颗粒的呼吸机呼吸回路。医用级碱石灰内含指示染料，在其丧失二氧化碳吸收能力时就会变色。

## 水下用途
二氧化碳洗涤器是换气器呼吸循环的重要组成部分。换气器呼出气体在重新被吸入之前，必须通过洗涤器吸收其二氧化碳。1996年，由于怀疑指示染料可能会挥发至回路中，美国海军舰队将其从洗涤剂中去除了出去。在加压舱或潜艇等更大的环境中，一般会使用风扇将气体送入吸收桶内。

## 误解
中学化学教材常描述碱石灰的制备方式是采用氧化钙与氢氧化钠溶液反应，因此造成了碱石灰是氢氧化钠和氧化钙的混合物的误解。实际上氧化钙遇水就转化成了氢氧化钙，所以碱石灰是氢氧化钙与氢氧化钠的混合物。